# Otto Tschumi (Prähistoriker)
Otto Tschumi (* 22. November 1878 in Koppigen; † 9. August 1960 in Bern) war ein Schweizer Prähistoriker. Er war Professor für Ur- und Frühgeschichte an der Universität Bern und erster Professor für Archäologie in Bern. Er leitete zahlreiche archäologische Ausgrabungen im Kanton Bern.

## Leben
Otto Tschumi war der Sohn des Pfarrers und Lehrers Jakob Tschumi und dessen Frau Karolina, geborene Kanziger. 1885 übersiedelte die Familie von Koppigen nach Bern. Seine Mutter starb bereits 1888. Während des Gymnasiums wurde er vom Deutschlehrer Otto von Greyerz unterrichtet. 1901 erwarb er das Lehrerpatent für Deutsch, Englisch und Geschichte und doktorierte mit der Dissertation „Die Mission des helvetischen Gesandten Bernard G. J. von Diesbach in Wien, 1802“. Von 1901 bis 1905 war Tschumi der Erzieher der Söhne von Dmitri Iwanowitsch Tolstoi und lebte in Sankt Petersburg. Über seinen Aufenthalt und die Eindrücke, die er von der russischen Gesellschaft erhielt, schrieb er zahlreiche Artikel in der Neuen Zürcher Zeitung und im Bund.
Ab 1907 unterrichtete Tschumi Deutsch und Geschichte am städtischen Gymnasium in Bern. 1911 wurde er Assistent im Bernischen Historischen Museum, 1919 Konservator der Abteilung für Ur- und Frühgeschichte im Nebenamt und 1940 Vizedirektor des Museums. Nach einer Reihe von Publikationen auf dem Gebiet der Archäologie habilitierte er sich 1917 als Privatdozent für dieses Fach an der Universität Bern. 1924 wurde er zum ausserordentlichen Professor für Ur- und Frühgeschichte ernannt und war der erste Professor für Archäologie an der Universität Bern. Die Stellung hatte er bis 1949 inne.
Zu seinen wichtigsten Ausgrabungen gehörten die keltisch-römische Stadt auf der Engehalbinsel zwischen 1919 und 1939 und der Fund von circa 300 Gräbern in Bümpliz aus der Völkerwanderungszeit. Unter anderem untersuchte er die altsteinzeitlichen Höhlen bei Oberwil im Simmental. Er berichtete über die Funde bei Moosseedorf am Moosbühl aus der Mittelsteinzeit und bei Allmendingen bei Bern aus römischer Zeit.
Tschumi heiratete 1915 Jeannette Angeline Lony († 1971). Der gemeinsame Sohn Eduard Gottfried Tschumi starb 1952 an einer Krankheit.

## Werke (Auszug)
- Der Bronzdepotfund von Wabern. Zürich 1918.
- Ueber die Hockerbestattung in den neolithischen Steinkisten–Gräbern der Schweiz: Beiträge zur Anthropologie, Ethnologie und Urgeschichte. Genf 1919.
- Vom ältesten Bern: die historische Topographie der Engehalbinsel bei Bern. Bern 1921.
- Die Vor- und Frühgeschichte des Oberaargaues (Kt. Bern). Bern 1924.
- Die Silexfundstelle Moosbühl bei Mooseedorf, Schweiz (=Wiener prähistorische Zeitschrift. Jahrgang 13). 1926. S. 90–91.
- Sind die Pfahlbauten Trocken- oder Wassersiedlungen gewesen?. Ur- und naturgeschichtliche Untersuchung. Zusammen mit Walther Rytz und Jules Favre. Frankfurt 1928.
- Die keltischrömischen Ausgrabungen auf der Engehalbinsel bei Bern. 2.–24.September 1929 (=Jahrbuch des Bernischen historischen Museums. Jahrgang 9). 1929. S. 41–53.
- Der Massenfund von der Tiefenau auf der Engehalbinsel bei Bern, 1849–1851. Frauenfeld 1930.
- Die römische Badeanlage auf der Engelhalbinsel bei Bern (=Jahresbericht des Historischen Museums in Bern. Jahrgang 17). 1937.
- Der Übergang von der Stein- zur Bronzezeitkultur in der Schweiz, gestützt auf die Gräbervorkommnisse. Breslau 1937.
- Die Anfänge der schweizerischen Alpwirtschaft. 1937.
- Raetische Keramik im Alpengebiet. 1938.
- Die Ur– und Frühgeschichte des Simmentals. In: Simmentaler Heimatbuch . 1938. S. 110–146.
- Die Ausgrabung einer Höhensiedlung der Stein- und Bronzezeit auf der 'Bürg' bei Spiez (=Jahrbuch des Bernischen historischen Museums. Jahrgang 18). 1938. S. 109–119.
- Die römische Wasserversorgung auf der Engehalbinsel und Verwandtes (=Jahrbuch des Bernischen historischen Museums. Jahrgang 18). 1938. S. 120–125.
- Die Ausgrabung der mittelalterlichen Burgruine Schwandiburg bei Deisswil (Gemeinde Stettlen) (=Jahrbuch des Bernischen historischen Museums. Jahrgang 18). 1938. S. 126–133.
- Aus der Ur- und Frühgeschichte von Spiez (=Berner Zeitschrift für Geschichte und Heimatkunde. Heft 1). 1939. S. 21–26.
- Der Tempelbezirk Petinesca bei Biel. 1940.
- Zur Deutung der Verzierungen auf urgeschichtlichen Fundgegenständen. Zagreb 1940.
- Ur- und Frühgeschichte des Amtes Frutigen und der Nachbargebiete. 1940.
- Die Ur- und frühgeschichtliche Fundstelle von Port im Amt Nidau. (Hrsg.) Biel 1940.
- Die Mosaikfunde von Münsingen im April/Mai 1941 (=Berner Zeitschrift für Geschichte und Heimatkunde. Band 3). 1941. S. 184–187. doi:10.5169/seals-238992#201
- Bern in ur- und frühgeschichtlicher Zeit (=Berner Zeitschrift für Geschichte und Heimatkunde. Jahrgang 3, Heft 4). 1941. S. 191–204. doi:10.5169/seals-238995#212
- Ur- und Frühgeschichte. Genf 1942.
- Vom römischen Totenkult in der Südschweiz. Bern 1942.
- Die völkerwanderungszeitlichen Reihengräberfelder des Aaregebietes und die Schlüsse aus ihren Funden (=Jahrbuch der Schweizerischen Gesellschaft für Ur– und Frühgeschichte. Band 32, 1940/1941). 1942. S. 185–196.
- Ur- und Frühgeschichte des Amtes Thun. In: Das Amt Thun. Band 1. Thun 1943. S. 137–168.
- Weihegaben aus helvetisch-römischen Heiligtümern und Gräberfeldern. Ein Beitrag zum Götter- und Totenkult bei Kelten und Römern (=Basler Zeitschrift für Geschichte und Altertumskunde. Band 42). 1943. S. 23–35. e-periodica
- 50 Jahre bernischer und schweizerischer Altertumsforschung, 1894–1944. Beiträge zur Siedelungsgeschichte des Aaregebietes im Frühmittelalter (=Jahrbuch des Bernischen Historischen Museums in Bern. 23. Jahrgang). Bern 1943.
- Jungsteinzeitliche Idoplastik in einem Schweizer Pfahlbau (=Jahrbuch der Schweizerischen Gesellschaft für Ur- und Frühgeschichte. Band 35). 1944. S. 127f.
- Burgunder, Alamannen und Langobarden in der Schweiz, auf Grund der Funde im Historischen Museum Bern. Bern 1945.
- Karolingische Gräber- und Schatzfunde des 8. Jahrhunderts n. Chr. 1945.
- Zur Frage einer alteuropäischen Kupferzeit. Aarau 1947.
- Gebietseinteilung der Aare- und Limes-Gegend in römischer Zeit. (Zusammen mit Andreas Alföldi). Bern 1948. doi:10.5169/seals-371000#573
- Urgeschichte der Schweiz. (Hrsg. und Verfasser von Artikeln). Frauenfeld 1949.
- Schmuckketten in der Ur- und Frühzeit. Heidelberg 1950.
- Massenfund bemalter Latène-III-Ware aus Kellergrube 13 in Bern-Enge 1927. Frauenfeld 1950.